# Nicolaaskerk van het Grootkruis
De Kerk van de Heilige Nicolaas van het Grootkruis (Russisch: Церковь Николая Чудотворца «Большой Крест») was een Russisch-orthodoxe Kerk in het centrum van Moskou.
De kerk stond aan de Oelitsa Ilinka in de historische wijk Kitajgorod en werd in 1934 onder het atheïstische regime van Stalin gesloopt.

## Geschiedenis
De bouw werd gefinancierd door rijke Moskouse handelaren en begon in 1680. De kerk werd voltooid in 1688 en gewijd aan de Heilige Nicolaas, een van de populairste heiligen in Rusland. Op de iconostase bevond zich een kruis van grote omvang dat meer dan 120 relikwieën bevatte. Het hoofdaltaar werd gewijd aan de Ontslapenis van de Moeder Gods. De kerk had vier verdiepingen, de onderste verdieping werd gebruikt voor het begraven van parochianen. Exterieur en interieur waren zeer rijk gedecoreerd. De koepels van de kerk waren versierd met reliëfsterren. De klokkentoren stond vrij van de kerk. De architect van de kerk is onbekend.

## Sovjet-periode
De kerk werd gesloten in de herfst van 1931. In 1934 volgde volledige vernietiging. De sloop werd door de bolsjewieken gemotiveerd met het wel vaker gebruikte voorwendsel dat de kerk het verkeer belemmerde. Op de plek waar de kerk ooit moest wijken voor het verkeer bevindt zich tegenwoordig een groenvoorziening. De iconostase overleefde de vernietiging en wordt bewaard in Klooster van de Heilige Drie-eenheid en de Heilige Sergej.

## Externe links

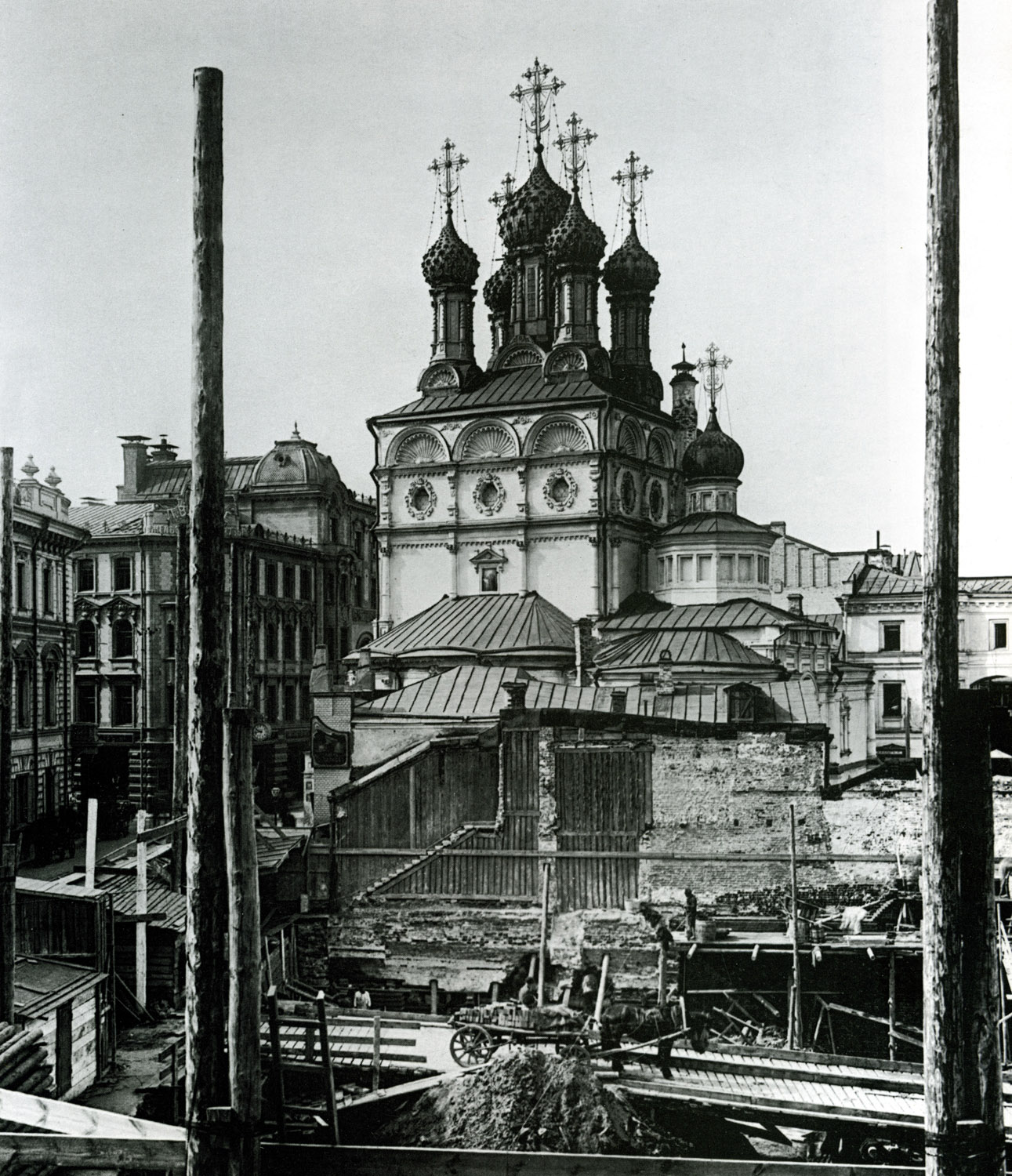
De kerk in 1909 tijdens constructiewerkzaamheden in de omgeving
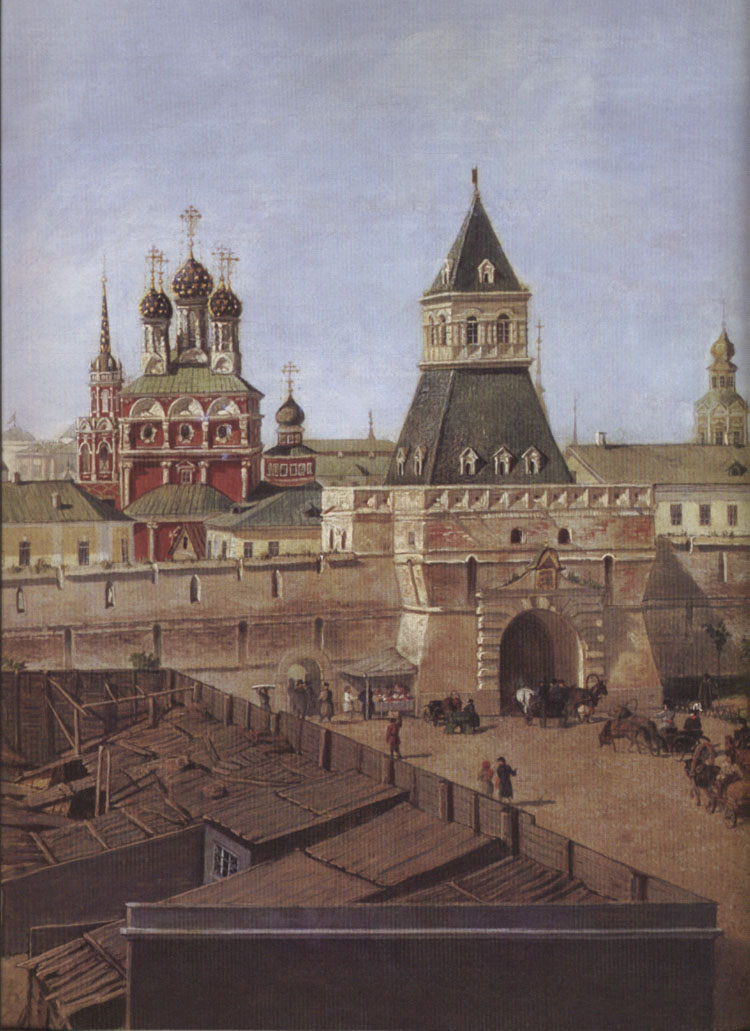
De kerk bij de stadspoort op een 19e-eeuwse afbeelding